# António Reis
Pour les articles homonymes, voir Reis.
António Reis, né à Valadares, 27 août 1925 et mort le 10 septembre 1991 à Lisbonne est un cinéaste portugais, ancien membre du Ciné Club de Porto.

## Biographie
António Reis débute dans le cinéma comme assistant réalisateur (L'Acte du printemps de Manoel de Oliveira, 1962). Un an plus tard, en 1963, il réalise son premier documentaire, commandé par la mairie du Porto, Tableaux de Porto (Painéi do Porto). Il réalise un second documentaire, Alto do Rabagão (1966), et signe le scénario du film  Changer de vie (Mudar de Vida) de Paulo Rocha. Son court-métrage Jaime (1974) sera décisif pour sa carrière. Il est primé au Festival de Locarno (meilleur court-métrage). La Révolution des Œillets  (avril 1974), qui a renversé le régime de Salazar, jouera un rôle important pour l'avenir du cinéma au Portugal.
Poursuivant un rêve, lui et Margarida Cordeiro, une psychiatre, réalisent alors ensemble plusieurs films. Ils cultivent un cinéma d’expression populaire, non conventionnel, plein de poésie, filmant dans des lieux éloignés du Nordeste du Portugal, au Trás-os-Montes, comme l'avaient déjà fait Oliveira et António Campos.
Trás-os-Montes (1975) sera présenté au Festival de Rotterdam et au Festival de Venise. Suit Ana (Venise 1984). Dans ces films, ils évoquent la noblesse des gens de ces villages perdus, leurs traditions, leur beauté dépouillée, granitique, comme celle de la montagne. Quatre ans plus tard, La rose des sables (Rosa de Areia, 1989), leur dernier film, plus fiction, sort au Festival de Berlin et sera décisif pour leur reconnaissance, en particulier dans les milieux cinéphiles parisiens.
Comme lui, précédés par Manoel de Oliveira avec L’Acte du printemps, certains cinéastes du Portugal s’identifient, non sans soucis esthétiques, par le goût de l’anthropologie visuelle : António Campos, João César Monteiro, Ricardo Costa ou Pedro Costa.
António Reis est aussi un poète, un peintre et un sculpteur apprécié.
Sa dernière fille vivante, Ana Reis, développe depuis 1999 un travail artistique en tant qu'écrivain, compositeur, créateur d'art vidéo et d'art visuel.

## Filmographie
- 1959 : Auto de Floripes (coréalisation)
- 1963 : Painéis do Porto
- 1964 : Do Rio ao Céu (coréalisation avec César Guerra Leal)
- 1966 : Alto do Rabagão (coréalisation avec César Guerra Leal)
- 1974 : Jaime - Jaime au Art Film Festival (en)
- 1976 : Trás-os-Montes (coréalisation avec Margarida Cordeiro)
- 1982 : Ana (coréalisation avec Margarida Cordeiro). Ana sur Films sans frontières, Les Cahiers du Cinéma, Les Nouvelles Littéraires, Le Matin, La Croix
- 1989 : Rosa de Areia (pt)[1]  (coréalisation avec Margarida Cordeiro)

## Poésie
- 1957 : Poemas Quotidianos, Porto
- 1959 : Novos Poemas Quotidianos, Porto
- 1967 : Poemas Quotidianos, Portugália (col. « Poetas de Hoje »), Lisboa (réédition des ouvrages précédents)